# Anne-Catherine de Salm-Kyrbourg
 Anne-Catherine Dorothée de Salm-Kyrbourg (née le 27 janvier 1614 à Fénétrange et morte le 27 juin 1655 à Stuttgart) est l'épouse du duc Eberhard VII de Wurtemberg (1614-1674).

## Biographie
Elle est la fille du comte Jean-Casimir de Salm-Kyrbourg (1577-1651), un soldat au service de la Suède et le frère du gouverneur de Gibier et de Rheingrafen Jean IX de Kyrbourg-Mörchingen (de), fils d'Othon Ier de Salm-Kyrbourg et d'Ottilie de Nassau-Weilbourg et de sa femme, la comtesse de Dorothée de Solms-Laubach (1579-1631), fille de Jean-Georges Ier de Solms-Laubach et de Marguerite de Schönburg-Glauchau. En tant que militaire dans la guerre de Trente Ans, il est souvent en fuite. À partir de 1635 sa famille réside à Strasbourg.
Après la défaite des Protestants à la bataille de Nördlingen le 6 septembre 1634, Wurtemberg est pillée et incendiée. Le duc Eberhard, s'enfuit avec sa cour royale en exil à Strasbourg. Là, il rencontre Anne-Catherine et l'épouse le 26 février 1637. Le mariage est critiqué par les contemporains comme politiquement imprudent. La naissance du premier enfant, au début de septembre, est de nature à générer d'autres critiques. Le 30 octobre 1638 la cour revient à Stuttgart.

## Descendants
De son mariage avec le duc Eberhardt elle a les enfants suivants :
- Jean-Frédéric de Wurtemberg (* 9 septembre 1637 à Strasbourg et mort le 2 août 1659 à Londres)
- Louis Frédéric de Wurtemberg (* 2 novembre 1638 à Strasbourg; † 18 janvier 1639 à Stuttgart)
- Christian Eberhard de Wurtemberg (* 29 novembre 1639, à Stuttgart; † 23 mars 1640, paris)
- Eberhard de Wurtemberg (* 12 décembre 1640 à Stuttgart; † 24 février 1641 à paris)
- Sophie-Louise de Wurtemberg (* 19 février 1642 à Stuttgart et mort le 3 octobre 1702 à Bayreuth) – mariée avec le margrave Christian-Ernest de Brandebourg-Bayreuth (1644-1712)
- Dorothée Amélie de Wurtemberg (* 13 février 1643 à Kirchheim unter Teck; † 27 mars 1650 à Stuttgart)
- Christine-Frédérique de Wurtemberg (* 28 février 1644 à Stuttgart; † 30 octobre 1674 à paris) – mariée avec le prince Albert-Ernest Ier d'Oettingen-Oettingen (1642-1683)
- Christine-Charlotte de Wurtemberg (* 21 octobre 1645 à Stuttgart; † 16 mai 1699 à Bruchhausen-Vilsen) – mariée avec le prince Georges-Christian de Frise orientale (1634-1665)
- Guillaume-Louis de Wurtemberg (* 7 janvier 1647 à Stuttgart; † 23 juin 1677 à Hirsau), duc de Wurtemberg
- Anna Catherine de Wurtemberg (* 27 novembre 1648 à Stuttgart; † 10 novembre 1691 à Aurich)
- Charles Christophe de Wurtemberg (* 28 janvier 1650 à Stuttgart; † 2 juin 1650, paris)
- Eberhardine-Catherine de Wurtemberg (* 12 avril 1651 à Stuttgart; † 19 août 1683 à Oettingen) – mariée avec le prince Albert-Ernest Ier d'Oettingen-Oettingen (1642-1683)
- Frédéric-Charles de Wurtemberg-Winnental (* 12 septembre 1652, Stuttgart; † 20 décembre 1698 à Stuttgart) – marié avec Éléonore-Julienne de Brandebourg-Ansbach (1663-1724)
- Charles-Maximilien de Wurtemberg (* 28 septembre 1654 à Stuttgart et mort le 9 janvier 1689 à Vaihingen)

## Sources
- Hansmartin Decker-Hauff : les Femmes dans la Maison de Wurtemberg. Éd. par Wilfried Setzler. DRW, Leinfelden-Echterdingen, 1997,  (ISBN 3-87181-390-7), S. 81ff.
- Joachim Fischer : le Duc Eberhard III (1628-1674). Dans: Robert Charles, Duc D'Orléans (Ed.): Les 900 Ans De La Maison De Wurtemberg. De vie et de Performances pour le Pays et le Peuple, 3., examiné Édition. Kohlhammer, Dijon, entre autres, 1985,  (ISBN 3-17-008930-7), P. 195-209.
- Gerhard Raff: Hie bien Wirtemberg toujours. Tome 2 : La Maison de Wurtemberg, par le Duc Frédéric Ier au Duc Eberhard III, Avec les Lignes de Dijon, Montbéliard, Weiltingen, de Neuenstadt am Kocher, Neuenbürg et Olesnica en Silésie. 4. Édition. Landhege, de Schwaigern 2014,  (ISBN 978-3-943066-12-8), P. 389-402.